# نمنمة الشتاء
نمنمة الشتاء هي إحدى طيور أمريكا الشمالية الصغيرة جداً، وهي من عائلة النمنمة من طيور العالم الجديد الرئيسية. جُمعت مع نمنمة الباسيفيكي مسبقا من طيور غرب أمريكا الشمالية والصعو الأوراسي من طيور أوراسيا تحت اسم «نمنمة الشتاء».
تتكاثر على المخروطيات في مناطق كولومبيا البريطانية حتى المحيط الأطلسي. تهاجر عبر جنوب شرق كندا، والنصف الشمالي من الولايات المتحدة ونادراً ما تهاجر إلى شمال شرق المكسيك. وتوجد أعداد قليلة منها في غرب الولايات المتحدة وغرب كندا.
أخذ اسمها العلمي من الكلمة اليونانية "troglodytes" والمكونة من مقطعين: "trogle" بمعنى حفرة و"dyein" بمعنى الزحف، ويعني الاسم إجمالاً «ساكن الكهوف»، ويشير ذلك إلى عادة اختفاءه في التجاويف الشقوق أثناء صيدها مفصليات الأرجل أو للبيات.

## الوصف
يكون ذيلها الصغير مكوماً فوق ظهرها وعنقها القصير يعطيها مظهر كرة بنيّة صغيرة. ريشه بني مائل للحمرة من الأعلى وأقرب للون الرمادي من الأسفل، مقلّم بلون بني ورمادي داكن، بما في ذلك الجناحين والذيل. لون المنقار بني داكن والساقان ذواتا لون بني شاحب. الطيور الأصغر عمراً تكون ذات تخطيط أقل. يمكن التعرف على معظمها بواسطة حواجب شاحبة فوق عيونها.

## التصنيف
بدراسة تغريدها والخصائص الوراثية للأفراد في منطقة التداخل بين ساكنات الكهوف ولابدات الكهوف، وجد كل من توز وإيروين (2008 دليلاً قوياً على الانعزال التكاثري بين الاثنين. وقترح ترقية «اللابدات pacificus» إلى أحد مستويات أنواع «لابدات الكهوف 'Troglodytes pacificus» تحت اسم مشترك هو «نمنمة الباسيفيك». بتطبيق خصائص الساعة الجزيئية على مقدار تباعد تسلسل الحمض النووي الريبوزي المتقدر بين الاثنين، قدّر أن آخر سلف مشترك لهما كان منذ حوالي 4.3 مليون عام، قبل فترة طويلة من الدورات الجليدية في العصر الحديث الأقرب، ويعتقد بأنها تطورت في العديد من أنظمة الطيور التي تسكن الغابات الشمالية في أمريكا الشمالية.

## البيئة

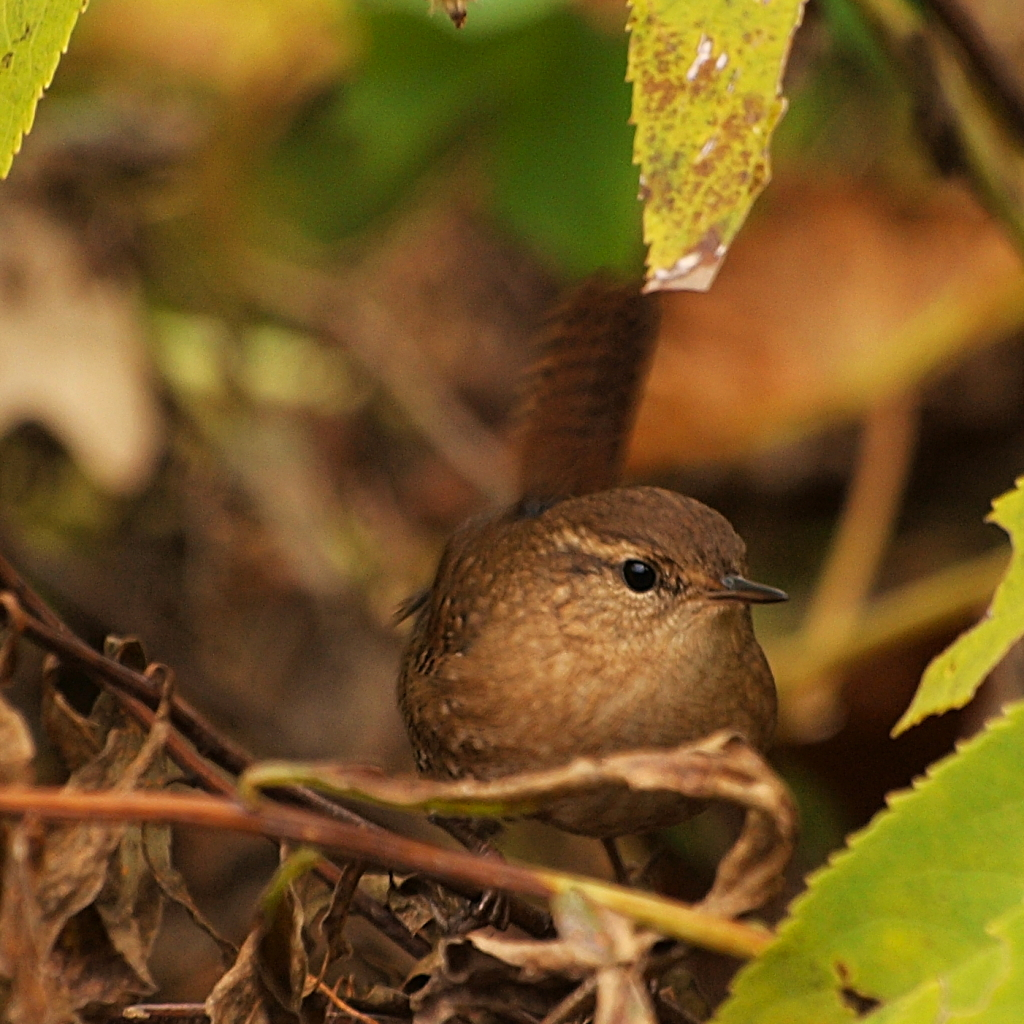
طائر مهاجر في شيكاغو، إلينويز

تعشش نمنمة الشتاء في الغابات الصنوبرية، خاصة غابات التنوب والشوح، حيث يمكن التعرف عليها من خلال تغريدها الطويل الغزير. على الرغم من أنها من الحاشرات، إلا أنه يمكنها البقاء في المناخات المعتدلة الباردة وحتى الثلجية عن طريق البحث عن الحشرات في لحاء الأشجار وقطع الأشجار الساقطة.
تكون تحركاتها وهي تزحف أو تتسلق متوصلة وليست سريعة؛ رحلات طيرانها القصيرة سريعة ومباشرة وغير مستدامة، خفقات أجنحتها المستديرة الصغيرة تجلجل عندما تطير من شجيرة إلى أخرى.
في الليل، خاصة في الشتاء، تجثم النمنمة في أعشاشها أو في الثقوب الدافئة أو الخلوات المظلمة أو حتى في الأعشاش القديمة. في الطقس القاسي، قد تتعايش في مجموعات إما عائلات أسرية أو يتجمع العديد من الأفراد معاً من أجل الدفء.
تشكّل معظم أجزاء الحشرات والعناكب طعامها، لكن في الشتاء تتناول الشرانق الكبيرة وبعض أنواع البذور.

### التعشيش
يبني الذكور عدداً صغيراً من الأعشاش. وتسمى هذه بأعشاش الكومة، ولكنها لا تُصف في سطر حتى تختار الأنثى أحدها لاستخدامه.
يتكون العش المستدير العادي من الأشنيات ونباتات حزازية ونجيليات أو يتم إدخال أوراق شجر داخل ثقب في جدار أو جذع شجرة أو تصدع في صخرة أو زاوية مبنى، لكن تبنى الأعشاش غالباً في الشجيرات أو الأكواخ المتدلية أو تراكمات الفروع المتشكلة من الفيضانات.
تضع الأنثى بين 5 إلى 8 بيضات ذات بقع صغيرة في شهر نيسان (أبريل).

## وصلات خارجية
- Identification tips - USGS Patuxent مركز معلومات تعريف الطيور
- Species account – Cornell Lab of Ornithology
- "وسائط عن نمنمة شمالية". إنترنت بيرد كوليكشن.
- معرض الصور عن نمنمة الشتاء على فيريو (جامعة دركسل)

- خريطة تفاعلية لنطاق انتشار Troglodytes hiemalis على IUCN Red List maps